# Prostitutiemoord

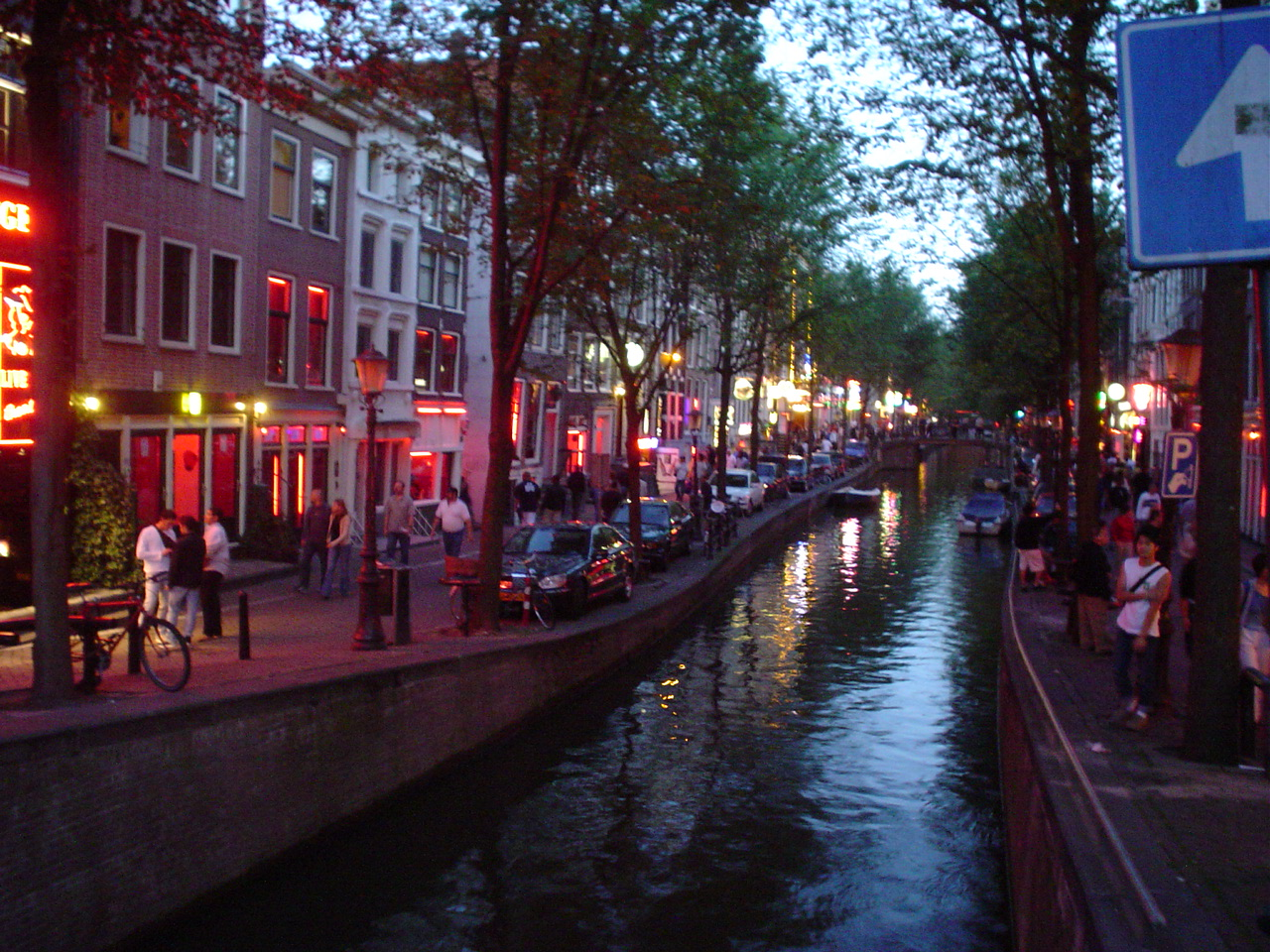
De Wallen in Amsterdam, waar veel prostitutiemoorden plaatsvonden

Een prostitutiemoord is de moord of doodslag op een sekswerker. Een prostitutiemoord kan een vorm van femicide zijn, maar ook mannelijke prostituees kunnen slachtoffer worden van prostitutiemoord.

## Algemeen
Sekswerkers zijn een makkelijk doelwit voor moordenaars om een aantal redenen. Prostitutie vindt doorgaans in discrete sfeer plaats. Sekswerkers gaan gewillig met vreemden mee. Veel prostitutie vindt plaats in een omgeving waar ook mensenhandel en drugs aanwezig zijn. Ten slotte leiden veel prostituees een geïsoleerd bestaan, met weinig sociale contacten. Zij worden minder snel als vermist opgegeven dan anderen.
Van alle sekswerkers lopen tippel- of straatprostituees de meeste risico's. Tippelprostituees hebben 60 tot 100 keer zoveel kans om slachtoffer te worden van moord dan vrouwen die niet werkzaam zijn in de prostitutie. Prostituees die werken in een bordeel of stripclub lopen daarentegen minder risico's, omdat deze clubs doorgaans beveiligd worden.  
Het oplossen van een prostitutiemoord blijkt in de praktijk moeilijker te zijn dan een reguliere moord. Bij reguliere moorden is de dader vaak een bekende, terwijl prostituees vaker door onbekenden worden gedood. Daarnaast is DNA-onderzoek niet altijd mogelijk of betrouwbaar omdat prostituees contacten hebben met veel verschillende klanten. Mogelijke getuigen zoals andere sekswerkers of klanten melden zich niet altijd bij de autoriteiten wegens schaamte.
Prostitutiemoorden leveren zelden maatschappelijke ophef op, zoals bijvoorbeeld wel het geval is wanneer een vrouw die een regulier maatschappelijk bestaan leidt wordt vermoord. Toch bestaan er maatschappelijke initiatieven die zich inzetten voor de oplossing van deze cold cases. In Nederland doet de Stichting Coldcasezaken bijvoorbeeld onderzoek naar prostitutiemoorden.

## Motieven / scenario's
Er bestaan verschillende motieven / scenario's voor een prostitutiemoord:

### Niet-naleving prostitutiecontract
De prostituee en klant sluiten een overeenkomst tot het verrichten van bepaalde seksuele handelingen. Het kan voorkomen dat de prostituee deze afspraken niet naleeft, of naar de mening van de klant onvoldoende inzet toont. Ook komt het voor dat prostituees hun klanten bestelen. Dit alles kan leiden tot frustratie/woede bij de klant die zijn slachtoffer om het leven brengt.

### Lustmoord
Een ander motief voor een dader is de lustmoord. De lustmoordenaar is een type dader voor wie het vermoorden van de prostituee de vervulling van zijn fantasie betekent. Deze dader verkeert in een roes en overmeestert en doodt in een woeste aanval zijn slachtoffer. Een lustmoord kan gepaard gaan met verkrachting, mutilatie van het lichaam van het slachtoffer (met name de genitaliën), amputatie, penetratie met objecten, kannibalisme of necrofilie.
Omdat de lustmoordenaar het vooropgezette plan heeft om zijn slachtoffer te doden wordt vaak zorgvuldig nagedacht over de plaats waar hij zijn slachtoffer om het leven brengt (geen getuigen), het moordwapen en de plek waar het stoffelijk overschot wordt verborgen.

### Crime passionnel
Een ander motief kan erin gelegen zijn dat een klant gevoelens krijgt voor de prostituee en meer wil dan enkel betaalde seksuele handelingen. Wanneer deze gevoelens niet beantwoord worden, neemt de dader wraak op de prostituee. Dit is een soort crime passionnel.

### Drugs
Een laatste scenario zit in de drugssfeer. Veel prostituees zijn problematische gebruikers van soft- en harddrugs en zitten financieel aan de grond. Onenigheid tussen drugsdealers en afnemers kan een verband hebben met de moorden.

## Bekende prostitutiemoorden
- Jack The Ripper vermoordde vijf sekswerkers
- Moord op Betty Szabó
- Moord op Magere Josje